# الکساندر ووتیه
الکساندر ووتیه (به فرانسوی: Alexandre Vauthier) (زاده ۳۰ نوامبر ۱۹۷۱ در اژن) طراح مد اوت کوتور فرانسوی است.

## سبک
کلکسیون‌های الکساندر ووتیه اغلب شامل رنگ‌های سیاه و طلایی می‌شوند. کلکسیون او برای فصل‌های پائیز و زمستان ۲۰۱۱–۲۰۱۲ تماماً به رنگ قرمز بود.
پوشاک او اکثراً با کریستال‌های سواروسکی و گلدوزی‌های مزون لزاژ ارائه می‌شوند.
نشانه «V» که بیانگر اولین حرف نام خانوادگی او می‌باشد، بر روی لباس‌ها و جواهراتی که طراحی کرده‌است به چشم می‌خورد.